# Artocarpus hispidus
Artocarpus hispidus är en mullbärsväxtart som beskrevs av Jarrett. Artocarpus hispidus ingår i släktet Artocarpus och familjen mullbärsväxter. Inga underarter finns listade i Catalogue of Life.